# Años 1530
Los años 1530 o década del 1530 empezó el 1 de enero de 1530 y terminó el 31 de diciembre de 1539.

## Acontecimientos
- 1532 - Captura de Atahualpa.  Inicio de la Conquista del Perú. Francisco Pizarro hace prisionero al inca Atahualpa.
- 1534 - Paulo III sucede a Clemente VII como papa.
- 1535 - Tomás de Berlanga arriba a las islas Galápagos.
- 1538 - fundación de Bogotá